# Teitelbaum Jehuda
Teitelbaum Jehuda (Drohobics, 1808 – Máramarossziget, 1883. szeptember 8.) máramarosszigeti rabbi, a haszid Teitelbaum rabbidinasztia tagja. 

## Élete
Teitelbaum Eleazár rabbi fia, Teitelbaum Mózes unokája. Kezdetben Drohobicson, később Sztropkón, majd Máramarosszigeten lett rabbi. Utóbbi helyen évtizedeken át működött. Kiadta nagyapja kéziratos munkáit, de ma is írt különböző műveket:
- Jitávlév (kommentár a Tórához)
- Jitáv szónim (homiliák)
- Ávne Cedek (repsonzumok)
- Rév Tav (kommentár a Tórához)

1883-ban hunyt el 75 éves korában. Hívei halála előtt fiát, a técsei rabbit akarták megválasztani utódjának, amelyből nagy botrány támadt. A Budapesti hírlap így tudósít erről:
„A mármarosi orthodox rabbi, ki hivei között szent hírében állt, mint levelezőnk irja, e hó 8-án meghalt. Temetése 9-én ment végbe a városi s a környékbeli zsidóság impozáns részvéte mellett. A temetés napján csak úgy özönlött a sok vidéki zsidó a városba; lehettek vagy ötezeren együtt. Mind hosszú kaftános s peslikes polgártárs. Ismeretes e lapok olvasói előtt, hogy az itteni orthodoxok egy jó nagy része még az öreg Teitelbaum rabbi életében ezelőtt pár héttel, ennek fiát akarta utódul választani, ki jelenleg técsei rabbi, magyarul sem beszélni sem írni nem tud. A hitközség jobbjai e szándék keresztülvitele ellen a kultuszminiszterhez fordultak, ki a törvénytelen választást az alispán útján táviratilag tiltotta el. Most rövid időn be kell a választásnak következni. Óhajtandó volna, hogy zsidó polgártársaink egy művelt magyar papot kapnának, félő azonban hogy a galíciai elem győzni fog a haladás iránt fogékonyak ellen. Melegen ajánljuk ez ügyet úgy az alispán mint főképen a kultuszminiszter ur figyelmébe.”
Fia, Teitelbaum Lipót végül mégis örökölte édesapja méltóságát.